# Chiasso
Chiasso (lmo. Ciass, niem. Pias) − miasto i gmina w południowej Szwajcarii, w kantonie Ticino, w okręgu (distretto) Mendrisio, w powiecie (circolo) Balerna. Leży przy granicy z Włochami.

## Demografia
W Chiasso mieszka 7 440 osób. W 2021 roku 40,7% populacji gminy stanowiły osoby urodzone poza Szwajcarią. 

## Transport
Przez teren miasta przebiegają autostrada A2 oraz drogi główne nr 2 i nr 395.